# Niko Meinhold
Nikolai „Niko“ Meinhold (* 11. Mai 1975 in Hannover) ist ein deutscher Jazz- und Improvisationsmusiker (Piano, Komposition).

## Leben und Wirken
Meinhold erhielt seit dem siebten Lebensjahr klassischen Klavierunterricht. Von 1997 bis 2003 studierte er Popularmusik (Klavier und Komposition) an der Hochschule für Musik „Hanns Eisler“ Berlin, dann Jazzpiano und Komposition an der Kungligan Musikhögskolan Stockholm; er absolvierte seinen Master 2009 am Jazzinstitut Berlin. Zu seinen Lehrern gehörten Aki Takase, Steve Grey, David Friedman, Jiggs Whigham, Örjan Fahlström, Sten Sandel, Ove Lundin, Dietrich Eichmann sowie Georg Gräwe.
Meinhold bildete 1999 mit der Sängerin Anke Jochmaring und dem Bassisten Sven Hinse die Band Tritorn, mit der er zwei Alben veröffentlichte; zu seinem Quartett gehören Zeger Vandenbussche, Yelena K. und Michael Griener. Daneben spielte er in unterschiedlichen Ensembles; Cymin Samawatie und Ketan Bhatti holten ihn zu ihrem Diwan der Kontinente (JazzFest Berlin 2015); zudem gehörte er zu den Bands der Sängerinnen Marie Séférian und Maria Răducanu. Er schrieb Musik für verschiedene Formationen und für Theater; in der Spielzeit 2016/2017 gestaltete Meinhold die Musik für „Yellow Line“ am Schauspielhaus Graz. Mit Ulrich Noethen verfasste er das Hörbuch Die Wilden Schwäne (Megaeinsverlag 2005).

## Preise und Auszeichnungen
Meinhold gewann 2001 mit dem Trio Tritorn den Deutschen Hochschulwettbewerb für Ensembles und den 
Karl-Hofer-Jazzperformance-Preis. Er erhielt das Jazz-Solostipendium des Berliner Senats 
und ein Tourneestipendium des Nordiska Kulturfond für seine skandinavische Band Northern Alliance.

## Diskographische Hinweise
- Kokotob Flying Heart (Clean Feed Records 2017, mit Tobias Schirmer, Taiko Saitō)
- Ugurel, Hengst, Meinhold Present Pep Ventura (WismART 2015, mit Christian Uğurel, Patrick Hengst)
- Hanam Quintett feat. Tristan Honsinger Live in London und Berlin (Autrecords 2013, mit Alison Blunt, Manuel Miethe, Anna Kaluza, Horst Nonnenmacher)
- Niko Meinhold/Noel Taylor Border Patrol (CD-Baby 2010)
- Tritorn Sonne, Mond und Sterne (NRW 2007)[2]
- Taiko Saitō & Niko Meinhold Koko (Pirouet 2006)
- Northern Alliance (Phonector)
- Silke Eberhard Quartett Mohnmarzipan (Intuition 2004, mit Jan Roder, Sebastian Merk)